# Jacqueline Costales
Lourdes Jacqueline Costales Terán (Riobamba, 1964) es una escritora ecuatoriana  con estudios en literatura hispanoamericana y ecuatoriana. En el 2020 fue galardonada con la Condecoración Doctora Matilde Hidalgo de Prócel por la Asamblea Nacional de Ecuador a los méritos cultural y educativo.

## Biografía
Nació en 1964 en Riobamba, provincia de Chimborazo. Hija de Violeta Terán Moncayo y del ilustre poeta riobambeño Luis Alberto Costales. Doctora en Ciencias de la Educación y Magíster en Educación a Distancia por la Universidad Técnica Particular de Loja. Posteriormente cursó un masterado en  Literatura Hispanoamericana y Ecuatoriana en la Pontificia Universidad Católica del Ecuador.
Se ha desempeñado como catedrática de la Universidad San Francisco de Quito así como de la Universidad Nacional de Chimborazo. Además ha sido editorialista para revistas y diarios. Actualmente es directora de la Fundación Casa Cultural Somos Arte de la ciudad de Riobamba.
Fundadora y directora de la Fundación Casa Cultural Somos Arte, organización sin fines de lucro dedicada a la difusión del arte. Ha sido merecedora de dos doctorados honoris causa por su trayectoria en las letras y educación: doctorado honoris causa por el IMELE y doctorado honoris causa por el Instituto Americano Cultural de Estudios Superiores.

## Obras

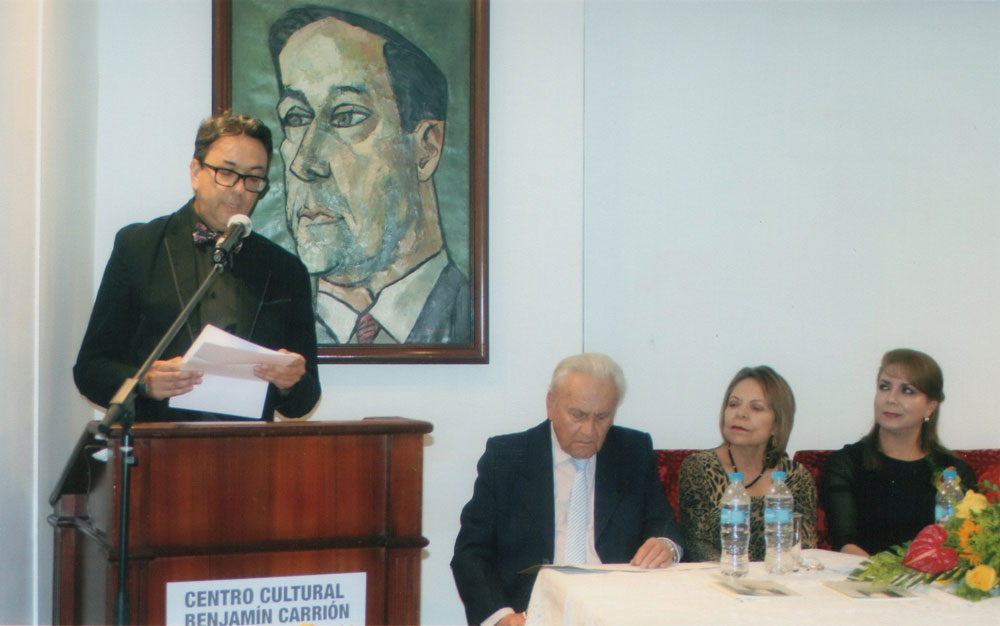
De izquierda a derecha: Xavier Oquendo (Premio Pablo Palacio), Julio Pazos Barrera (Premio Eugenio Espejo 2010), Viki Frey y Jacqueline Costales (Premio Matilde Hidalgo de Prócel) en el lanzamiento de la obra “Cómplice del Silencio”.

### Novela
- 2025, El nombre de la eternidad[11]

### Poesía
- 2007, De mis huellas[12]
- 2010, A espaldas de la luna[13][14]
- 2013, Por mi antigua vereda [15]
- 2015, Arcilla Literaria [16]
- 2019, Cómplice del Silencio[17]
- 2023, Pluma descalza[18]
- 2023, Claroscuro[19]

### Antologías
- 2015, Poesía en Paralelo 0 [20]
- 2015, Poetas de la Mitad del Mundo [21]
- 2022, Lugares que habito – Ecuador en una antología[22]
- 2023, "Dos Alas"[23]

### Ensayo
- 2006, Desde su oficina de ilusiones, relato.[16]
- 2010, Punto de Vista, crónica periodística.[16]

### Himnos
- 2010, Himno al volcán Chimborazo. [24]

## Premios y reconocimientos
- 2015: Paul Harris Fellow Award por Rotary International.[25]
- 2018: Galardón Luz Elisa Borja por la Casa de la Cultura Núcleo de Chimborazo.[25]
- 2020:  Condecoración Doctora Matilde Hidalgo de Prócel por la Asamblea Nacional de Ecuador.[7]

## Membresías
- Miembro de la Casa de la Cultura de Chimborazo.[15]
- Miembro de la Corporación Cultural “Grupo América” (Actual vicepresidenta en funciones).[15]
- Miembro de la Asociación de Escritoras Contemporáneas del Ecuador.[26]